# Iron Man (песня)
«Iron Man» (с англ. — «Железный человек») — песня британской метал-группы Black Sabbath, написанная в 1970 году на текст Гизера Батлера (соавторами формально указаны Осборн, Айомми, Батлер и Уорд) и включённая четвёртым треком во второй студийный альбом Paranoid.
Сингл «Iron Man» (c «Electric Funeral» на обороте) был выпущен компанией Warner Bros. (каталог: 7530) в США в октябре 1971 года и поднялся до 52 позиции в Billboard Hot 100.
Песня редко звучала на радио, но успех в среде поклонников обеспечил ей достаточный уровень продаж, чтобы занять место в чартах.
Впоследствии трек «Iron Man» неоднократно переиздавался; вошёл в сборник We Sold Our Soul for Rock ’n’ Roll (1976), а также во многие последующие компиляции.

## История
Сначала появился заголовок песни — «Iron Bloke»: его предложил Оззи Осборн, который, услышав рифф, заметил: «Звучит, словно Железный парень ходит где-то рядом». Лишь позже песня была переименована в «Iron Man».
Песня, как утверждали её авторы, не имела ничего общего с одноимённым супергероем издательства Marvel. Батлер говорил, что написал свою научно-фантастическую «антиутопию», наслушавшись «всяких теленовостей о загрязнении и ядерной войне», хотя позже высказывались предположения, что он мог использовать образность комиксового «Железного человека» подсознательно.
Айомми в своей автобиографии говорит о том, что в те времена они курили много марихуаны, поэтому лирика может восприниматься необычно. «Как в песне „Iron Man“, которая получилась из шутки об ожившем роботе. Думаю, там были очень завёрнутые мысли на тему того, как кто-то не может выбраться из этой штуки.»
В альбом 1998 года Reunion была включена обновлённая концертная версия песни. В 2000 году она удостоилась премии «Грэмми» в категории «Лучшее метал-исполнение».
В 2008 году песня вошла в саундтрек первого фильма о Железном человеке.
«Iron Man» стала программным номером группы, исполнялась практически на всех концертах и входит во все сборники.

## Содержание
По утверждению Батлера, песня рассказывает фантастическую историю человека, который отправляется в будущее и видит там Апокалипсис, затем — возвращаясь в настоящее — оказывается «превращённым в сталь великим магнитным полем» (He was turned to steel / In the great magnetic field). Не в силах предупредить человечество о грядущем, он встречает лишь насмешки; начинает мстить, убивая людей, которых когда-то (по-видимому, в будущем) спас (Vengeance from the grave / Kills the people he once saved) и — вызывает разрушения, те самые, что предстали перед ним во время путешествия во времени.

## Отзывы критики
Песня «Iron Man» считается одной из самых известных и влиятельных в истории хеви-метал.
«Тот факт, что „Iron Man“ получил Grammy… четверть века спустя, в версии, представленной на альбоме Reunion, свидетельствует о том, какую важность приобрели Black Sabbath и насколько ключевыми оказались эти — и рифф, и композиция для карьеры группы».

### Сингл Оззи Осборна
Оззи Осборн выпустил песню как сингл (сторона Б) к альбому Speak of the Devil.

## Награды
- В 2000 году, спустя тридцать лет после выхода оригинальной (студийной) версии песни, её концертная версия (альбом Reunion, 2000) получила «Грэмми» в категории «Лучшее метал-исполнение»[4].
- Песня занимает #310 в списке журнала Rolling Stone 500 величайших песен всех времён[12].
- В 2006 году «Iron Man» возглавил список VH1: 40 Greatest Metal Songs[13].
- По результатам опроса читателей издательства TeamRock гитарный рефрен «Iron Man» в 2017 году вошёл в число двадцати величайших гитарных риффов всех времён[14].
- В марте 2023 года группа авторов американского издания Rolling Stone включила композицию в список «100 величайших хеви-метал песен всех времён». В этом рейтинге она заняла 7-ю позицию[15].

## Участники записи
- Оззи Осборн — вокал
- Тони Айомми — гитара
- Гизер Батлер — бас-гитара
- Билл Уорд — ударные

## Кавер-версии
Песня «Iron Man» неоднократно звучала в исполнении других известных музыкантов. Она появилась на альбоме First Band on the Moon (1996) группы The Cardigans. В 2000 году группа Therapy? и Оззи Осборн совместно записали кавер-версию песни «Iron Man», вошедшую в трибьют-альбом Nativity in Black, посвященный группе Black Sabbath. Группа Metallica исполнила эту песню во время введения Black Sabbath в «Зал славы рок-н-ролла» в 2006 году, а позже совместно с Оззи Осборном на нью-йоркском концерте, посвящённом 25 годовщине «Зала славы рок-н-ролла» в 2009 году. В 2001 году песня «Iron Man» вошла в мини-альбом Abandon All Hope группы Gods Tower, а в исполнении Уильяма Шетнера она заняла 86-е место в списке ста лучших каверов по версии журнала Metal Hammer.